# Созревание
Созрева́ние — естественный процесс преобразования анатомических структур и физиологических процессов организма по мере его развития. В обыденной жизни под созреванием чаще всего понимают созревание плодов.

## Созревание плодов
Созревание плодов — совокупность морфологических и биохимических изменений в плоде, в результате которых семена становятся полноценными зачатками новых растений, а околоплодник приобретает способность выполнять функции защиты и распространения семян. Процесс доведения снятых недозрелых плодов в хранилищах, складах или специально оборудованных камерах до состояния потребительской спелости называется дозариванием.

## Половое созревание
Половое созревание — период индивидуального развития (онтогенеза), по окончании которого организм становится способным к половому размножению.

## В переносном смысле
В переносном смысле, по отношению к неживым объектам, созреванием называют процесс, при котором объект приобретает характеристики (свойства), оптимальные с некоторой точки зрения, — например, относительно использования этого объекта; говорят, в частности, о созревании вина, фотоэмульсии.